# Хулио Салинас
Хулио Салинас (баск. Julio Salinas; Билбао, Баскија, 11. септембар 1962) је бивши шпански фудбалер. Са шпанским националним тимом је играо на три светска шампионата и два европска.
У раним 90-им као играч Барселоне је био део „дрим тима“ који је створио Јохан Кројф, који је освојио четири узастопне титуле у Ла Лиги, један Куп Краља, два шпанска Суперкупа, једну Лигу шампиона, један Куп победника купова и један УЕФА Супер куп.
Након играчке каријере радио је као спортски коментатор за шпанске телевизије RTVE и La Sexta.